# Pazurczak samotny
Pazurczak samotny (Heteromirafra archeri) – gatunek małego ptaka z rodziny skowronkowatych (Alaudidae). Występuje endemicznie na dwóch niewielkich obszarach w południowej i wschodniej Etiopii. Krytycznie zagrożony wyginięciem.

## Systematyka
H. archeri i H. sidamoensis (pazurczak krótkodzioby), dawniej traktowane jako osobne gatunki, zostały uznane za jeden gatunek na podstawie morfologicznych, molekularnych i wokalnych dowodów przedstawionych w 2013 roku przez Spottiswoode’a i współpracowników oraz Alströma i współpracowników. Obecnie część systematyków klasyfikuje je jako podgatunki H. archeri, ale niektórzy uznają takson H. archeri za monotypowy.

## Znaczenie nazwy naukowej
Nazwa rodzajowa Heteromirafra pochodzi od greckiego słowa heteros (inny) oraz od nazwy rodzajowej skowrońców – Mirafra. Nazwa gatunkowa archeri honoruje Sir Geoffreya Francisa Archera (1882–1964), brytyjskiego podróżnika, gubernatora Somali Brytyjskiego w latach 1919–1922, gubernatora generalnego Sudanu w latach 1924–1926.

## Morfologia
Długość ciała wynosi około 14 cm. Długość skrzydła wynosi 86 mm, ogona 55,5 mm, dzioba 14 mm, tylnego pazura 16,1 mm zaś skoku 29 mm. W 1974 odnaleziono także samca, u którego dokonano pomiaru jąder (7 mm x 4 mm), jednak możliwe, że był to skowroniec cynamonowy (Mirafra rufocinnamomea).
Pazurczaka samotnego cechuje ochronne, brązowo-płowo-żółtawe ubarwienie. Pióra na wierzchu głowy brązowe, nieco rudawe, na końcu czarne, a następnie białe. Pokrywy uszne płowe, na końcu brązowawe. Brew jasna. Gardło białawe. Pierś jasna, pokryta czarnymi paseczkami. Spód ciała jasny bez wzorów. Pióra z wierzchu ciała i na pokrywach skrzydłowych brązowe z jasnym obrzeżeniem oddzielonym czarno od części brązowej, najbardziej uwidocznionym na pokrywach lotek. Lotki brązowe, rudawe. Sterówki brązowe. Dziób różowoszary.

## Zasięg występowania
Podgatunek sidamoensis występuje w okolicach Negele Boran w południowej Etiopii, w dawnej prowincji Sidamo. Podgatunek archeri występuje na równinie w okolicach miasta Dżidżiga we wschodniej Etiopii; dawniej spotykany także na przyległym obszarze w północno-zachodniej Somalii, ale od 1922 roku nie odnotowano tam żadnych stwierdzeń. Spotykany na wysokościach 1400–1600 m n.p.m. Środowisko życia stanowią obszary trawiaste.

## Lęgi
Gniazdo, którego dotyczy opis, zostało odnalezione 13 czerwca 2007 r. Kształtem przypominało miseczkę, umieszczone było w płytkim zagłębieniu przy krzewie Solanum tettense. Budulec stanowiła sucha trawa. W gnieździe znajdowały się 3 jaja, oszacowano, że były złożone dwa dni wcześniej. Jaja były białe, intensywnie brązowo (miejscami szaro) nakrapiane, szczególnie przy szerszym końcu. Wymiary wynosiły 20,8–21,5 x 15,2–15,3 mm. 21 czerwca po ponownym przybyciu do gniazda nie zastano jaj ani śladów skorupek. 17 czerwca 2008 roku odnaleziono gniazdo z trzema młodymi w wieku 3–4 dni. 18 czerwca gniazdo padło ofiarą drapieżnika. Pozostałe po dorosłych pióra wysłano do Muzeum Historii Naturalnej w Tring.

## Status, zagrożenia
Według IUCN gatunek klasyfikowany jako krytycznie zagrożony wyginięciem (CR, Critically Endangered). Populacja szacowana jest na 50–249 dorosłych osobników i jej liczebność spada. Środowisko w okolicach Negele zagrożone jest przez aktywność ludzką, w tym wprowadzanie akacji Acacia drepanolobium oraz pożary. Przypuszczano również, że działania w leżącej nieopodal strefie ćwiczeń wojskowych niepokoją ptaki, lecz zostało to zaniechane w 2005 roku.